# A fülke
A fülke (Phone Booth) 2003-ban bemutatott amerikai thriller. A filmet Joel Schumacher rendezte, szereplői többek közt Colin Farrell, Kiefer Sutherland, Forest Whitaker, Katie Holmes és Radha Mitchell. A film bemutatóját eredetileg 2002 őszére tervezték, ám a Beltway-orvlövésztámadások miatt 2003 áprilisára halasztották.
Egy ember egy telefonfülkében csapdába esik és hamarosan egy orvlövész prédájává válik.

## Cselekmény
Stuart Shepard (Colin Farrell) egy fiatal, arrogáns, New York City-ben dolgozó publicista, aki felesége, Kelly (Radha Mitchell) háta mögött viszonyt folytat Pamela McFaddennel (Katie Holmes). A Times Square-en Stuart egy nyilvános telefonfülkében lép kapcsolatba Pammel. A hívás közben megzavarja egy pizzafutár, aki megpróbál ingyen pizzát szállítani neki, de Stuart agresszívan elutasítja. Amint Stuart befejezi a hívást, megszólal a telefon. Stuart felveszi; a másik végén egy férfi, aki tudja a nevét, figyelmezteti, hogy ne hagyja el a fülkét, és azzal fenyegeti, hogy Kelly-nek mesél Pamről.
A telefonáló elmondja Stuartnak, hogy korábban már két olyan személyt is próbára tett, akik hasonló módon követtek el rossz cselekedeteket, és mindkettőjüknek esélyt adott arra, hogy felfedjék az igazságot azok előtt, akiket megbántottak, de mindkét esetben visszautasították, és megölték őket. Stuartnak be kell vallania az érzéseit Kelly és Pam előtt is, hogy elkerülje ugyanezt a sorsot. A fenyegetés demonstrálására a telefonáló egy hangtompítós mesterlövészpuskával lövöldözik hajszálpontosan. A telefonáló ezután kapcsolatba lép Pammel, és összekapcsolja Stuarttal, aki bevallja neki, hogy házas.
A fülkét három prostituált közelíti meg, akik a telefon használatát követelik, de Stuart nem hajlandó távozni, anélkül, hogy felfedné a helyzet hátterét. Leon, a strici betöri a fülke üvegfalát, megragadja Stuartot és megveri, miközben a prostituáltak nézik. A telefonáló felajánlja, hogy „leállítja”, és Stuart zavarában véletlenül ezt kéri; a telefonáló agyonlövi Leont. A prostituáltak azonnal Stuartot hibáztatják, azzal vádolják, hogy fegyvere van, miközben a rendőrség és a híradó stábja a helyszínre vonul.
A New York-i rendőrségnél dolgozó Ed Ramey kapitány (Forest Whitaker) lezárja a területet, és tárgyalásokat folytat, hogy Stuart hagyja el a fülkét, de ő erre nem hajlandó. Stuart közli a telefonálóval, hogy semmiképpen sem tudják őt gyanúba keverni, de a telefonáló felhívja a figyelmét a telefonfülke tetején elhelyezett kézifegyverre. Amikor Kelly és Pam is megérkezik a helyszínre, a telefonáló azt követeli, hogy Stuart mondja el az igazat Kellynek, amit az meg is tesz. A telefonáló ezután arra utasítja Stuartot, hogy válasszon Kelly és Pam között, és amelyik nőt nem választja, azt lelövi.
Stuart titokban a mobiltelefonjával felhívja Kellyt, így a nő hallja a beszélgetést a hívóval; a nő csendben tájékoztatja erről Rameyt. Eközben Stuart továbbra is mindenkinek bevallja, hogy az egész élete egy hazugság, hogy jobbnak tűnjön, mint amilyen valójában. Stuart vallomása elegendő figyelemelterelést biztosít ahhoz, hogy a rendőrség lenyomozhassa a telefonfülke hívását egy közeli épületig. Stuart figyelmezteti a telefonálót, hogy a rendőrség úton van, mire a hívó azt válaszolja, hogy ha elkapják, megöli Kellyt. Elkeseredetten Stuart felkapja a pisztolyt, és elhagyja a fülkét, könyörögve, hogy a mesterlövész inkább őt ölje meg. A rendőrök tüzet nyitnak Stuartra, miközben egy terror-elhárító csapat betör a szobába, ahová a telefonálót követték, de csak egy puskát és egy férfi frissen megölt holttestét találják.
Stuart magához térve azt látja, hogy a rendőrök csak gumilövedékeket lőttek rá, amelyek elkábították, de nem sérült meg. Stuart és Kelly boldogan kibékülnek. Ahogy a rendőrök lehozzák a holttestet, Stuart azonosítja a korábbi pizzafutárt. Stuart orvosi nyugtatót kap egy helyi mentőautóban; miközben ezt teszi, a valódi hívó (Kiefer Sutherland) elhalad mellette (csak a hangjáról ismeri fel), és figyelmezteti Stuartot, hogy ha újdonsült őszintesége nem tart ki, ő vissza fog térni. A férfi ezután eltűnik a tömegben. Később megszólal a telefonfülke csengője, és egy másik férfi veszi fel a kagylót.

## A forgatás
A film forgatása 10 napot vett igénybe, további két napra volt szükség a további felvételek, újraforgatott jelenetek rögzítéséhez.

## Érdekesség
A film valós időben játszódik, tehát az események körülbelül annyi idő alatt történnek meg, mint amennyi a film vetítési ideje. Ez az időmérték megfigyelhető a 24 című 2001-ben indult televíziós sorozatban is, melyben szintén Kiefer Sutherland az egyik szereplő.

## Szereplők
| Szerep                       | Színész           | Magyar hang         |
| ---------------------------- | ----------------- | ------------------- |
| Stu Shepard                  | Colin Farrell     | Czvetkó Sándor      |
| A Hívó                       | Kiefer Sutherland | Dózsa Zoltán        |
| Ed Ramey kapitány            | Forest Whitaker   | Németh Gábor        |
| Kelly Shepard (Stu felesége) | Radha Mitchell    | Orosz Anna          |
| Pamela McFadden              | Katie Holmes      | Balsai Móni         |
| Felicia                      | Paula Jai Parker  | Roatis Andrea       |
| Corky                        | Arian Ash         | Erdős Borcsa        |
| Asia                         | Tia Texada        | F. Nagy Erika       |
| Leon                         | John Enos III.    | Beratin Gábor       |
| Cole őrmester                | Richard T. Jones  | Barabás Kiss Zoltán |
| Adam                         | Keith Nobbs       | Bódy Gergely        |
| Közvetítő                    | James McDonald    | F. Nagy Zoltán      |
| Mario                        | Josh Pais         | Forró István        |

## Fordítás
- Ez a szócikk részben vagy egészben  a   Phone Booth (film) című angol Wikipédia-szócikk fordításán alapul.  Az eredeti cikk szerkesztőit annak laptörténete sorolja fel. Ez a jelzés csupán a megfogalmazás eredetét és a szerzői jogokat jelzi, nem szolgál a cikkben szereplő információk forrásmegjelöléseként.